# إيميسوم
إيميسوم هو حاكم لارسا دولة المدينة في الشرق الأدنى القديم من 1940 قبل الميلاد إلى 1912 قبل الميلاد، ويعود أصله إلى الأموريين.